# インド・ヨーロッパ語族の音韻法則

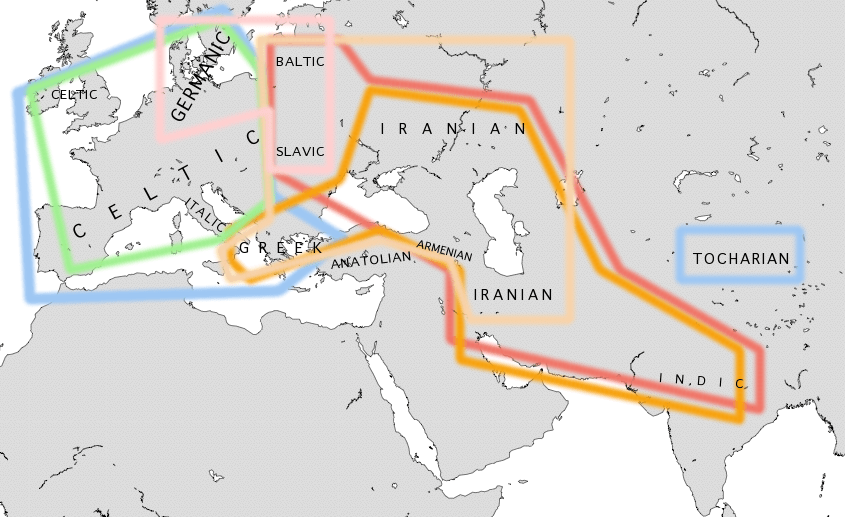
インド・ヨーロッパ語族における諸語派の主な等語線。

インド・ヨーロッパ語族の音韻法則（インド・ヨーロッパごぞくのおんいんほうそく）では、インド・ヨーロッパ語族における音韻法則について記述する。
インド・ヨーロッパ祖語が崩壊するにつれ、それぞれの娘言語の音韻法則によってその音韻体系は多分に分岐した。

## 概要
特筆すべきはルキの法則と関連付けられる、サテム語派を生み出した口蓋化である。
他にはゲルマン祖語におけるグリムの法則やヴェルナーの法則、アルメニア語におけるグリムの法則に類似した変化、ケルト祖語における母音直前の*p-の消失、インド・イラン祖語のブルークマンの法則、バルト・スラヴ語派のウィンターの法則、ヒルトの法則、北部諸語における有声破裂音と有気破裂音や/a/と/o/の融合、インド・イラン諸語のバルトロマエの法則、ゲルマン祖語のジーヴァースの法則などがある。
また唇口蓋音の唇音への変化がイタリック語派とケルト語派のいくつかの言語で共通して見られる。これらはPケルト語とQケルト語という区別を生み出した。同様にPイタリア語とQイタリア語に分かれたがこれらの用語の使用頻度は低い。
そのほか、ギリシャ語、インド・イラン諸語、アルメニア語間で共通した起こった音韻変化も多くあり、ギリシャ語とインド・イラン諸語の間で起こったグラスマンの法則やギリシャ語における/s/から/h/への弱化がある。